# 別洛亞爾斯基 (漢特-曼西自治區)
63°43′N 66°40′E / 63.717°N 66.667°E
別洛亞爾斯基（俄语：Белоя́рский）是俄羅斯漢特-曼西自治區西北部的一個城市，位於卡濟姆河畔、區府漢特-曼西斯克西北。2002年人口18,721人。
1988年建市。